# 诺泽辛
诺泽辛是冰岛东北区的市镇。市镇面积为3,729平方公里，人口数量为3,156人（2023年）。该市镇成立于2006年，由四个市镇合并而成。市镇内最大的城镇为胡萨维克。